# Parafia Podwyższenia Krzyża Świętego w Poznaniu
Parafia cywilno-wojskowa Podwyższenia Krzyża Świętego w Poznaniu – cywilno-wojskowa parafia rzymskokatolicka znajdująca się w archidiecezji poznańskiej w dekanacie Poznań-Jeżyce.
Erygowana w 1982. Mieści się przy ulicy Szamarzewskiego. Jako parafia wojskowa należy do Dekanatu Sił Powietrznych Ordynariatu Polowego Wojska Polskiego (do 27 czerwca 2011 roku parafia należała do Dekanatu Sił Powietrznych Północ). Jest więc współzarządzana przez dwóch biskupów ordynariuszy.
Przy parafii działa m.in. biuro poznańskiej wspólnoty Ruchu Solidarności z Ubogimi Trzeciego Świata MAITRI.

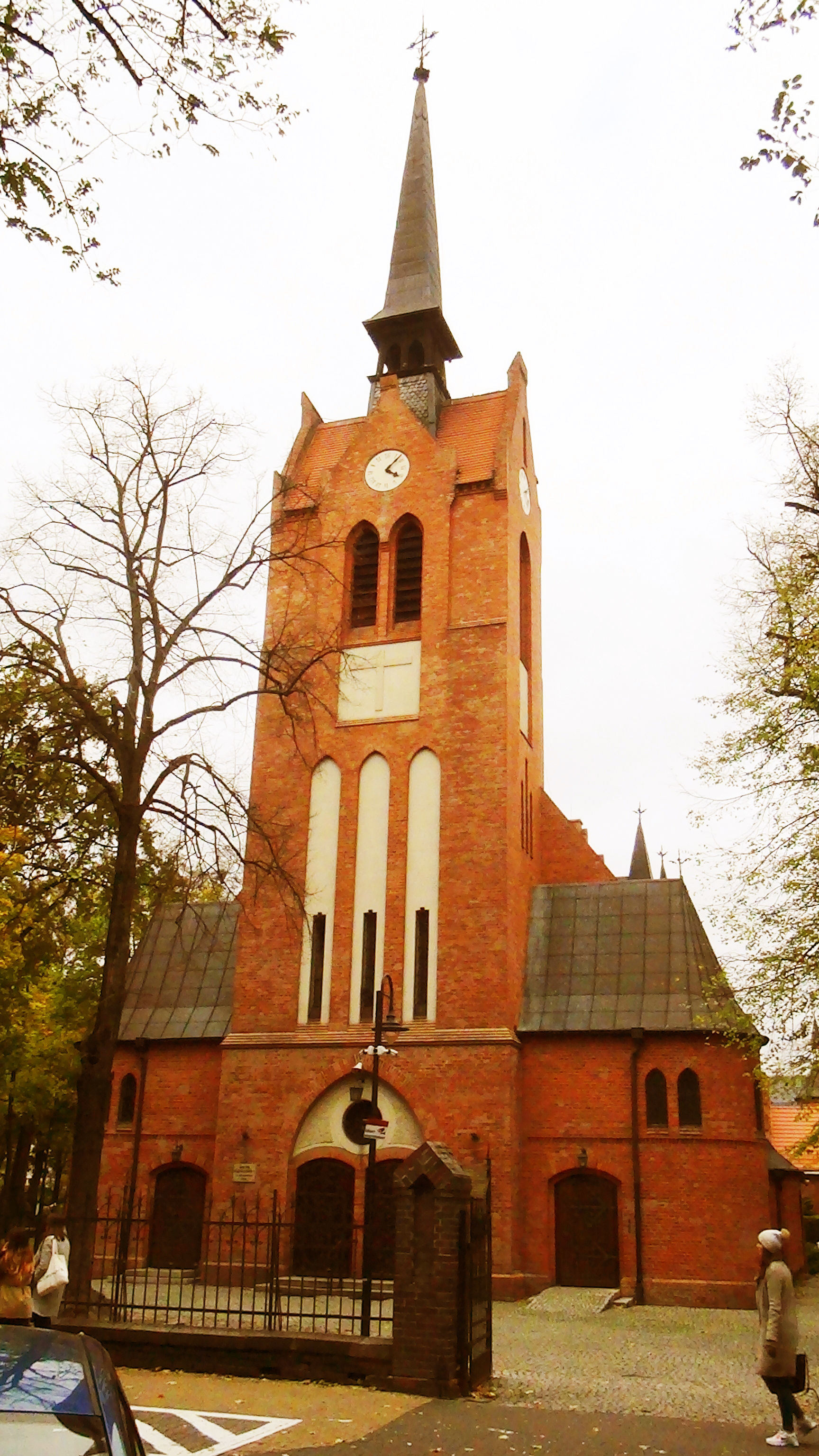
Kościół garnizonowy pod wezwaniem Podniesienia Krzyża Świętego w Poznaniu - elewacja południowa

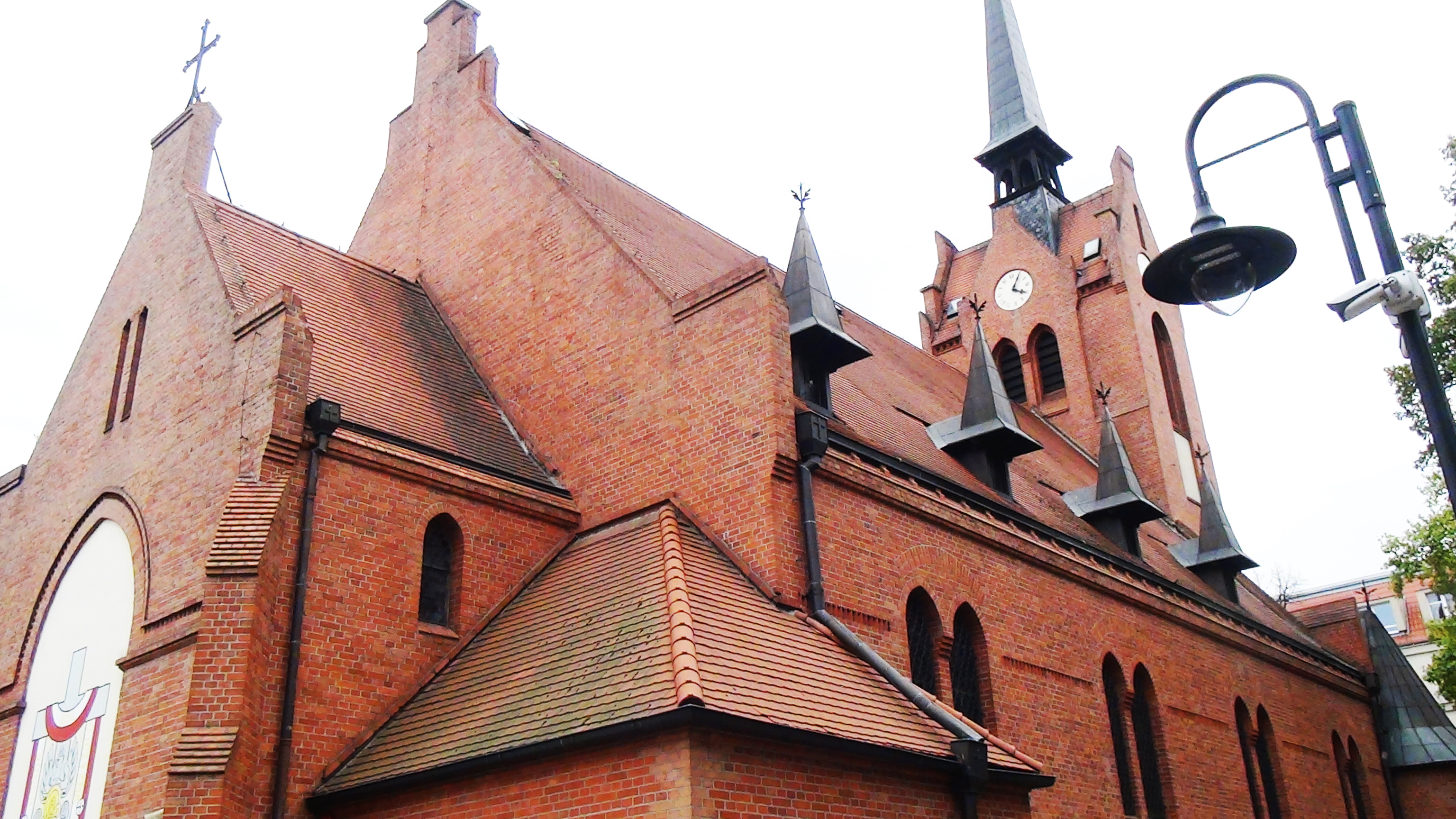
Kościół garnizonowy pod wezwaniem Podniesienia Krzyża Świętego w Poznaniu - widok od strony północno-zachodniej

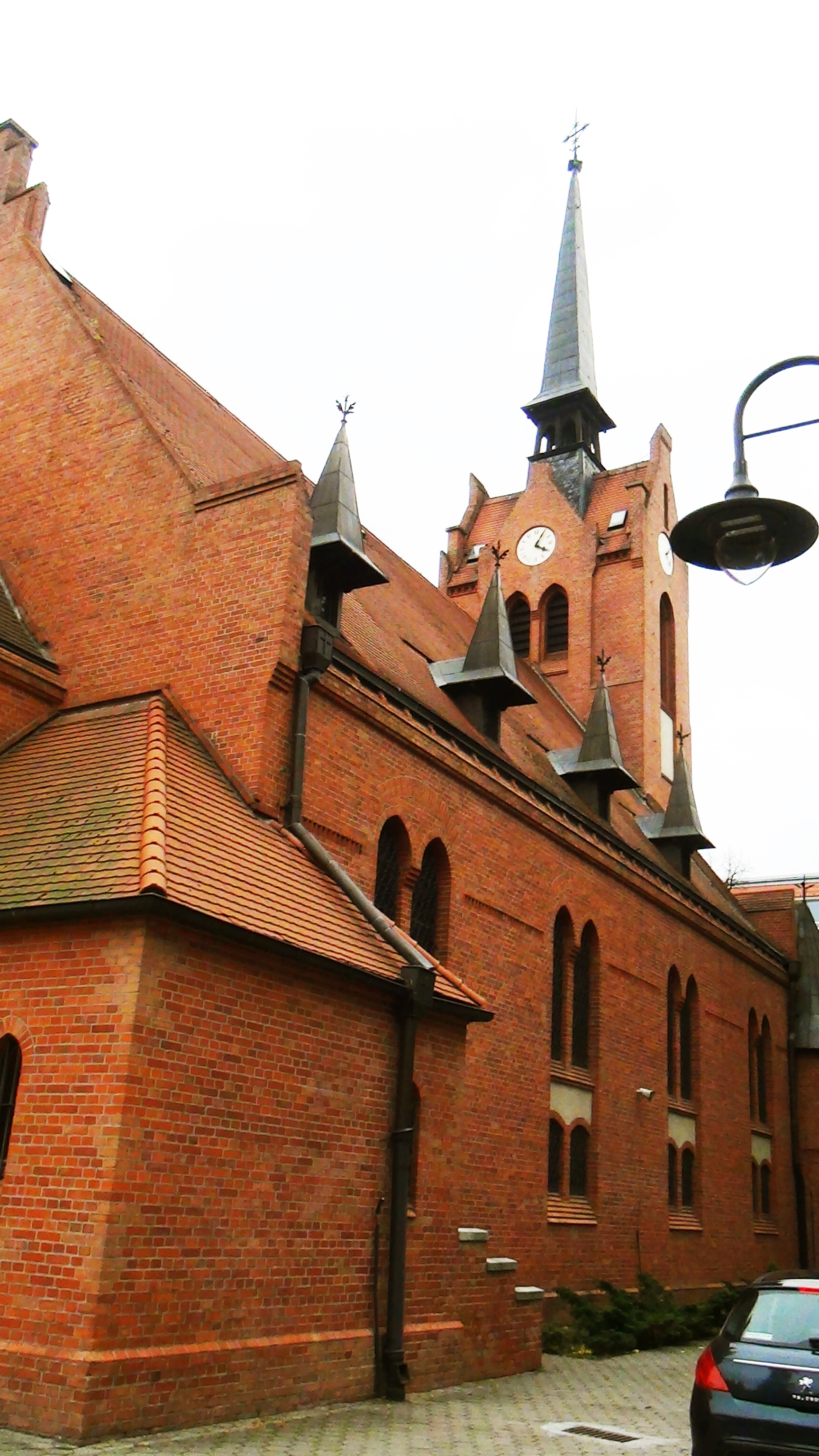
Kościół garnizonowy pod wezwaniem Podniesienia Krzyża Świętego w Poznaniu - widok od strony północno-zachodniej

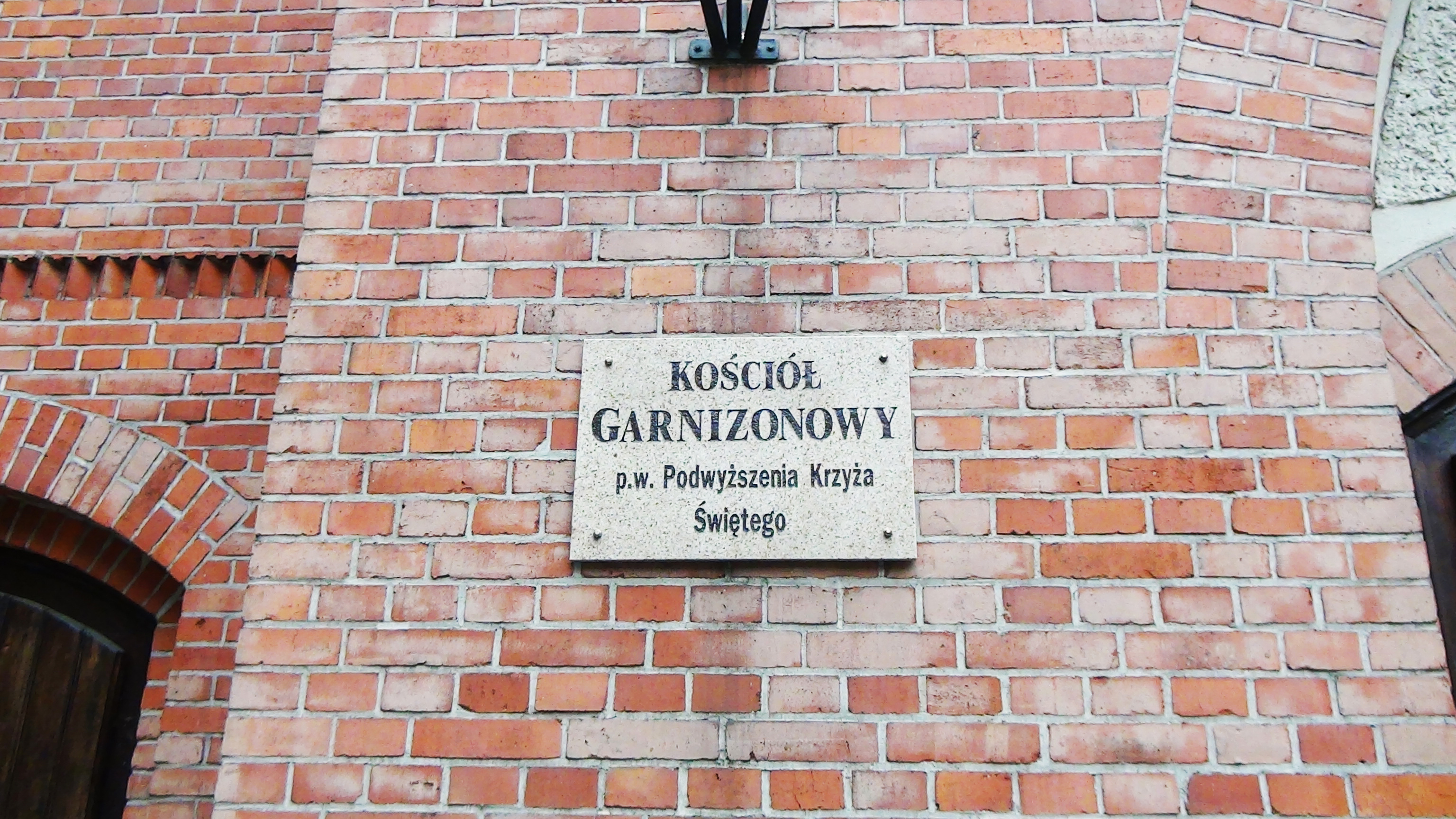
Kościół garnizonowy pod wezwaniem Podniesienia Krzyża Świętego w Poznaniu - tablica na elewacji południowej